# Carioca (canción)
Carioca es una canción compuesta por Vincent Youmans con letra de Edward Eliscu y Gus Kahn en 1933 para la película Volando a Río, donde era cantada por Alice Gentle, Movita Castaneda y Etta Moten, y bailada por la famosa pareja de bailarines Fred Astaire y Ginger Rogers, en la que se sería su primera interpretación juntos de una serie de diez películas.
La canción fue nominada al premio Óscar a la mejor canción original, siendo superada por la ganadora que fue The Continental que cantaba Ginger Rogers en la película La alegre divorciada.